# Arquidiocese de Detroit

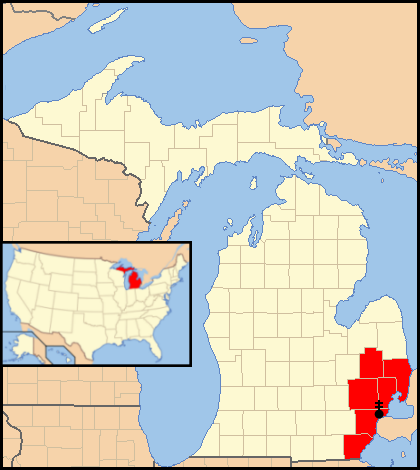
Arquidiocese de Detroit

A Arquidiocese de Detroit (Archidiœcesis Detroitensis) é uma circunscrição eclesiástica da Igreja Católica situada em Detroit, no Michigan. Abrange a cidade de Detroit e os condados de Flint, Macomb, Monroe, Oakland, St. Clair e Wayne e desde 2000, as Ilhas Cayman também pertence ao seu território. Seu atual arcebispo é Edward Joseph Weisenburger. 
Erigida em 8 de março de 1833 como Diocese de Detroit, foi elevada a arquidiocese em 1937. Possui a segunda paróquia católica mais antiga dos Estados Unidos, a Paróquia de Santa Ana em Detroit, criada em 26 de julho de 1701. 
Possui 303 paróquias assistidas por 694 párocos e cerca de 32,5% da sua população jurisdicionada é batizada.

## História
A história do catolicismo em Michigan começou em 1701. Naquele ano, Antoine de la Mothe Cadillac liderou um grupo de comerciantes franceses e dois sacerdotes para as margens do Rio Detroit. Lá eles construíram a Igreja de Santa Ana, o primeiro templo católico de Detroit. De 1701 até 1796,  Michigan esteve sob a jurisdição eclesiástica da Diocese de Quebec  ano em que a soberania estadunidense foi reconhecida. A Diocese de Baltimore, criada em 1789, abrangia todo o território dos Estados Unidos. Entre 1701 e 1833, a Igreja Católica testemunhou um grande crescimento em Michigan.
A ereção da Diocese de Detroit ocorreu pela primeira vez em 20 de março de 1827 com o breve apostólico Multiplices Inter do Papa Leão XII, obtendo território da diocese de Cincinnati (hoje Arquidiocese). A Diocese de Detroit foi erigida, pela segunda vez, em 8 de março de 1833 pelo Papa Gregório XVI  através do breve Maximas Inter e  Frederick Rese foi designado como seu primeiro bispo. A nova diocese abrangia o território dos atuais estados de Michigan, Wisconsin, Minnesota, Dakota do Sul e Dakota do Norte.  Em 1843, todo o território da diocese, que não foi incorporado ao Estado de Michigan, foi transferido para a Diocese de Milwaukee (hoje Arquidiocese).
Em 29 de julho de 1853 foi criado o Vicariato Apostólico do Alto Michigan (hoje Diocese de Marquette) responsável pela parte superior da península. O território da diocese ganhou seu tamanho atual com a criação das dioceses de Grand Rapids (1882), Lansing (1937) e Saginaw (1938). Em 22 de maio de 1937 foi elevada a arquidiocese metropolitana pelo Papa Pio XI.
Em 5 de maio de 2011, o arcebispo Allen Vigneron anunciou que o Papa Bento XVI aprovou o pedido para nomear Santa Ana como padroeira de Detroit. O decreto papal declarou que Santa Ana foi padroeira da cidade desde tempos imemoriais. 

## Prelados
| #                 | Nome                                | Período    | Notas                                                                       |
| Arcebispos        | Arcebispos                          | Arcebispos | Arcebispos                                                                  |
| ----------------- | ----------------------------------- | ---------- | --------------------------------------------------------------------------- |
| 6º                | Edward Joseph Weisenburger          | 2025-      | Atual                                                                       |
| 5º                | Allen Henry Vigneron                | 2009-2025  | Arcebispo emérito                                                           |
| 4º                | Adam Joseph Cardeal Maida           | 1990-2009  | Arcebispo emérito                                                           |
| 3º                | Edmund Casimir Cardeal Szoka †      | 1981-1990  | Nomeado Prefeito de Pontifícia Comissão para o Estado da Cidade do Vaticano |
| 2º                | John Francis Cardeal Dearden †      | 1958-1980  |                                                                             |
| 1º                | Edward Aloysius Cardeal Mooney †    | 1937-1958  |                                                                             |
| Bispos-auxiliares |                                     |            |                                                                             |
|                   | Jeffrey Marc Monforton              | 2023-atual |                                                                             |
|                   | Paul Fitzpatrick Russell            | 2022-atual | Arcebispo (Título pessoal)                                                  |
|                   | Gerard William Battersby            | 2017-2024  | Nomeado Bispo de La Crosse                                                  |
|                   | Robert Joseph Fisher                | 2016-atual |                                                                             |
|                   | Michael Jude Byrnes                 | 2011-2016  | Nomeado Arcebispo coadjutor de Agaña                                        |
|                   | José Arturo Cepeda Escobedo         | 2011-atual |                                                                             |
|                   | Donald Francis Hanchon              | 2011-2023  |                                                                             |
|                   | Daniel Ernest Flores                | 2006-2009  | Nomeado Bispo de Brownsville                                                |
|                   | Walter Allison Hurley               | 2003-2005  | Nomeado Bispo de Grand Rapids                                               |
|                   | John Michael Quinn                  | 2003-2008  | Nomeado Bispo coadjutor de Winona                                           |
|                   | Francis Ronald Reiss                | 2003-2015  |                                                                             |
|                   | Earl Alfred Boyea Jr.               | 2002-2008  | Nomeado Bispo de Lansing                                                    |
|                   | Leonard Paul Blair                  | 1999-2003  | Nomeado Bispo de Toledo                                                     |
|                   | John Clayton Nienstedt              | 1996-2001  | Nomeado Bispo de New Ulm                                                    |
|                   | Allen Henry Vigneron                | 1996-2003  | Nomeado Bispo coadjutor de Oakland                                          |
|                   | Bernard Joseph Harrington           | 1993-1998  | Nomeado Bispo de Winona                                                     |
|                   | Kevin Michael Britt                 | 1993-2002  | Nomeado Bispo coadjutor de Grand Rapids                                     |
|                   | Moses Bosco Anderson , SSE          | 1982-2003  |                                                                             |
|                   | Dale Joseph Melczek                 | 1982-1995  | Nomeado Bispo coadjutor de Gary                                             |
|                   | Patrick Ronald Cooney               | 1982-1989  | Nomeado Bispo de Gaylord                                                    |
|                   | Joseph Leopold Imesch               | 1973-1979  | Nomeado Bispo de Joliet em Illinois                                         |
|                   | Arthur Henry Krawczak               | 1973-1982  |                                                                             |
|                   | Thomas John Gumbleton               | 1968-2006  |                                                                             |
|                   | Walter Joseph Schoenherr            | 1968-1995  |                                                                             |
|                   | Joseph Matthew Breitenbeck          | 1965-1969  | Nomeado Bispo de Grand Rapids                                               |
|                   | Henry Edmund Donnelly               | 1954-1967  |                                                                             |
|                   | John Anthony Donovan                | 1954-1967  | Nomeado Bispo de Toledo                                                     |
|                   | Alexander Mieceslaus Zaleski        | 1950-1964  | Nomeado Bispo coadjutor de Lansing                                          |
|                   | Allen James Babcock                 | 1947-1954  | Nomeado Bispo de Grand Rapids                                               |
|                   | Stephen Stanislaus Woznicki         | 1937-1950  | Nomeado Bispo de Saginaw                                                    |
|                   | Joseph Casimir Plagens              | 1924-1935  | Nomeado Bispo de Marquette                                                  |
|                   | Edward Denis Kelly                  | 1910-1919  | Nomeado Bispo de Grand Rapids                                               |
| Bispo             |                                     |            |                                                                             |
| 4º                | Michael James Gallagher †           | 1918-1937  |                                                                             |
| 3º                | John Samual Foley †                 | 1918-1937  |                                                                             |
| 2º                | Caspar Henry Borgess †              | 1871-1887  |                                                                             |
| 1º                | Frederick John Conrad Résé (Reze) † | 1833-1871  |                                                                             |
| Bispo-coadjutor   |                                     |            |                                                                             |
|                   | Caspar Henry Borgess                | 1870-1871  |                                                                             |
|                   | Peter Paul Lefevère (Lefebre)       | 1841-1869  |                                                                             |